# Chapelle Notre-Dame de la Providence de Dijon
 (juillet 2018).
La chapelle Notre-Dame de la Providence de Dijon est une chapelle appartenant à la congrégation des Sœurs de la Providence.

## Histoire
Cette chapelle a été consacrée en 1894 puis désaffectée en 1976.

## Description
Elle dispose de deux vitraux, représentant une Annonciation et une Présentation de Marie au Temple, récemment restaurés et inaugurés.
Une chaire à prêcher y est visible, taillée par le même sculpteur que celle de la cathédrale Saint-Bénigne.
Un orgue y a été installé, en provenance d'une église anglaise désaffectée et démolie.